# 제너럴 루주의 개선
《제너럴 루주의 개선》(ジェネラル・ルージュの凱旋)은 2008년에 개봉했던 《바티스타 수술 팀의 영광》의 후속편이다.
전작과 마찬가지로 동명의 소설을 원작으로 하고 있으며, 드라마로도 만들어졌다.

## 줄거리
'바티스타 수술 팀 사건'으로부터 1년이 흐른 도조대학부속병원에 또다른 불미스러운 사건이 터진다.
응급센터의 하야미 센터장이 뇌물수수 의혹을 받게 된 것.
그러나 그 의혹을 수사하던 도중 의문의 죽음이 발생하는데..
'제너럴 루주(피투성이 장군)'라 불리는 하야미는 범죄자인가?

## 등장 인물

### 주요 인물
- 타구치 키미코 - 타케우치 유코

신경내과의. '바티스타 사건' 해결로 인해 병원 내 윤리위원회 위원장이 되었다.
- 시라토리 케이스케 - 아베 히로시

후생노동성의 관료. '바티스타 사건' 때와 같이 타구치와 함께 사건을 조사해나간다. 여전히 타구치를 괴롭힌다.

### 응급센터[1]사람들
- 하야미 코이치 (응급센터장) - 사카이 마사토
- 하나후사 미와 (응급센터 수간호사) - 하다 미치코
- 사토 타쿠마 (응급센터 부센터장) - 야마모토 타로
- 키자라기 쇼코 (응급센터 간호사) - 칸지야 시호리

### 그 외 병원 인물들
- 누마타 토시히로 (정신신경과의) - 타카시마 마사노부
- 미후네 케이지 (사무장) - 오미 토시노리
- 후지와라 간호사 - 노기와 요코
- 타카시나 곤타 (병원장) - 쿠니무라 준
- 쿠로사키 세이이치로 (제1외과 교수) - 히라이즈미 세이